# Роберт Штольц
Роберт Елізабет Штольц (нім. Robert Elisabeth Stolz; 25 серпня 1880, Грац — 27 червня 1975, Західний Берлін) — австрійський композитор, диригент, за оцінками сучасників, «останній з королів вальса». Відомий також захопленням філателією.

## Біографія
Роберт Штольц був дванадцятою дитиною в сім'ї композитор а і диригент а Якоба Штольца і його дружини Іди (уродж. Бонді), піаністки і вчительки музики. Близьким другом батька був Йоганн Брамс, який, почувши гру маленького Роберта на фортепіано, передбачив того блискучу музичну кар'єру. Роберт вивчав музику в Грації, Берліні і Відні. В 1896 у, у віці 16 років, він закінчив Віденську консерваторію. В 1897 він був оперним концертмейстер ом в Міському театрі Граца, в 1899 у капельмейстером в Марбурзі, потім у Драве і в 1902 рік у в міському театрі Зальцбурга.
Під час Першої світової війни з 1914 по 1918 Штольц служив в австрійській імператорської армії, в тому числі як капельмейстер четвертого піхотного полку.
На початку 1920-х років Роберт Штольц став власником театру вар'єте «Max und Moritz». Великі витрати на утримання театру практично розорили Штольца. До того ж у театру не було ліцензії. Згодом затію з театром Штольц назвав «найбільшим фіаско у всій моїй кар'єрі». Рятуючись від кредиторів, Штольц переїхав в 1924 у в Берлін. Через два роки, в 1926 у він повернувся до Відня.
Після приходу до влади націонал-соціалістів в 1933 у, Р. Штольц за передніми сидіннями свого лімузина вивіз потайки кілька євреїв і політично переслідуваних у Австрію. Всього він здійснив 21 поїздку. В 1938 у, після аншлюс а Штольц поїхав з Австрії через неприйняття ідеології націонал-соціалізму. Через Цюрих він прибув в Париж. 30 листопада 1939 року Штольц був заарештований французькою поліцією і інтернований в табір «Colombe», як «ворожий іноземець». Це сталося через те, що четверта дружина Роберта Штольца, якась Ліллі, залишивши його, викрала всі коштовності, його документи і вид на проживання. У таборі 59-річний Штольц захворів пневмонією. Він був врятований завдяки випадковому знайомству з дев'ятнадцятирічної дочкою французького банкіра Івонной Луїзою Ульріх, яка вчилася в Парижі на юрист а. Дізнавшись, що Штольц був інтернований, вона зібрала кілька тисяч франків на хабар для звільнення композитора. Згодом вона стала його п'ятою дружиною. Паризькі емігранти дали їй прізвисько «Айнці» «Einzi», оскільки вона була єдиною (einzige), хто запропонував Штольцу допомогу.
В 1940 у Штольц емігрував до Нью-Йорк, де прожив всі воєнні роки. 28 серпня 1941 а Штольца позбавили німецького громадянства, його майно було вилучено.
30 жовтня 1946 а Роберт і Айнці Штольц повернулися до Відня. Вони стали першими цивільними особами, яким дозволили переліт із США до Австрії. У них були візи за номером 1 і 2. У Віденському міжнародному аеропорту в їх честь був влаштований урочистий прийом, на якому був присутній мер Відня Теодор Кернер. В 1947 у австрійський уряд присвоїло Штольцу звання професора Honoris causa.

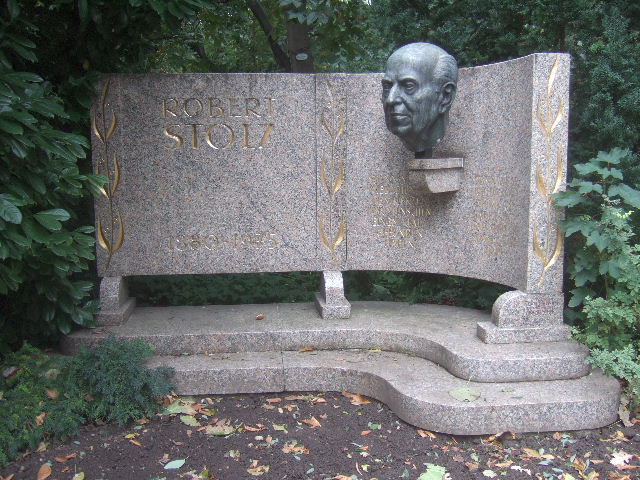
Пам'ятник Роберту Штольцу у Віденському міському парку

Роберт Штольц помер 27 червня 1975, охований на Віденському центральному кладовищі.

### Сім'я
Роберт Штольц перебував у шлюбі п'ять разів. Його першою дружиною була актриса Грета Хольм, другий — співачка кабаре Франци Рессель. В 1923 у він одружився зі своєю третьою дружиною Джозефін Церніц. Цей шлюб розпався через рік. Його четверта дружина Ліллі залишила його в 1939 у в Парижі. П'ятої дружиною композитора стала Івонна Луїза Ульріх («Айнці», Einzi Stolz; розум. 18 січня 2004).

### Премія Роберта Штольца
В 1979 у за пропозицією вдови композитора Айнці Штольц PMC заснувала щорічну премію імені Роберта Штольца, яка присуджувалася художнику за найкращу марку музичної тематики. Перше нагородження відбулося в 1980-му, в рік сторіччя композитора. Премія присуджувалася до 1997.

## Почесні звання
9 липня 1970 року йому було присвоєно звання «Почесний громадянин Відня».